# Louis Arpajon
Louis Arpajon, francoski general in veleposlanik, * 1600, † 1679.
1. ↑  Record #137401604 // Gemeinsame Normdatei — 2012—2016.
2. ↑  Bibliographie annuelle de l'histoire de France — Paris: Éd. du Centre national de la recherche scientifique, 1956. — ISSN 0067-6918; 2697-8733